# Telaga (Siantan Selatan)
Telaga is een bestuurslaag in het regentschap Kepulauan Anambas van de provincie Riau-archipel, Indonesië. Telaga telt 435 inwoners (volkstelling 2010).